# Champ de seigle
Champ de seigle (en russe : Рожь) est un tableau du peintre russe, membre des Ambulants, Ivan Chichkine, réalisé en 1878. Le tableau représente le champ du village de Lekarevo proche d'Elabouga, Gouvernement de Viatka, dans l'actuel Tatarstan, d'où est originaire le peintre. Aujourd'hui, le tableau fait partie des collections de la Galerie Tretiakov, où il est exposé à Moscou (inventaire no 837). 

## Histoire

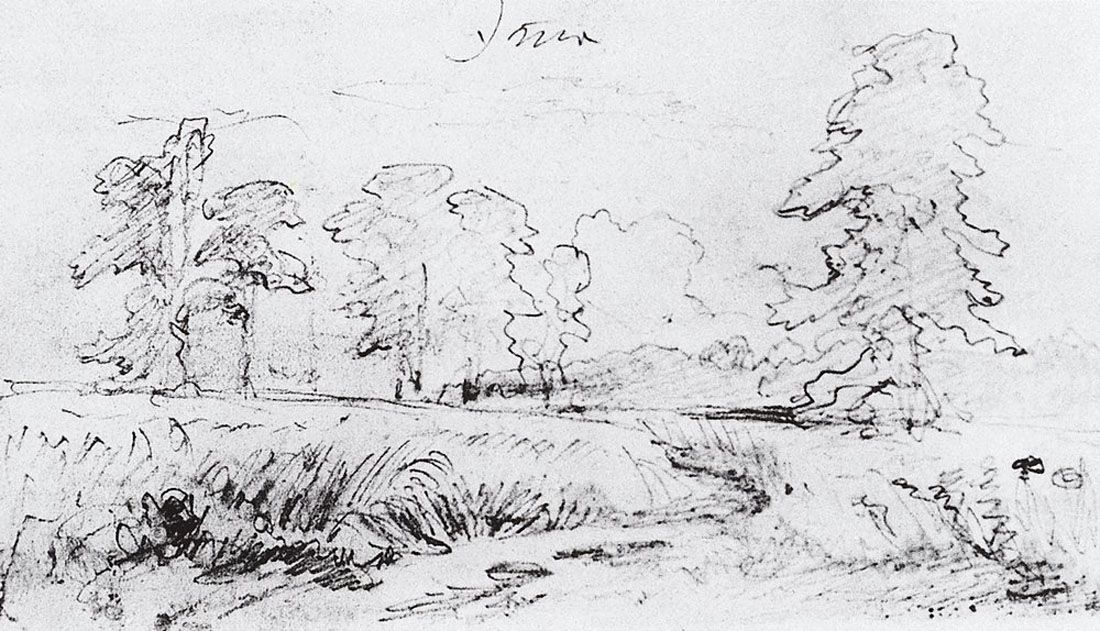
Ivan Chickine, esquisse du tableau Champ de Seigle, 1878, pointe graphite sur papier de. Musée russe, Saint-Pétersbourg.

Le thème de cette œuvre, comme c'est le cas pour beaucoup de ses tableaux, Chichkine l'a trouvé dans sa région natale d'Elabouga, lors d'un voyage organisé avec sa fille en 1877. Sur un croquis au crayon effectué dans un champ de seigle à Lekarevo (ru), le peintre a écrit Celui-là (en russe : Эта) et son croquis est devenu la base de sa toile. Le contenu et l'idée principale sont révélés par le peintre lui-même dans un petit texte, réalisé à même l'esquisse : «Étendue, espace, terre. Seigle. Grâce à Dieu. Richesse russe ».
Le tableau est exposé lors de la sixième exposition des Ambulants en 1878 dans les locaux de la société pour la promotion des arts et il est acheté la même année par Pavel Tretiakov à l'auteur.

## Description
À l'arrière-plan du tableau, à droite, un pin plus puissant que les autres, symbole de toute l'œuvre de l'artiste ; amoureux de la forêt russe, il la peint doucement, dans le moindre détail.
De gros cumulus pèsent lourdement sur le seigle, ils font craindre une averse proche, purifiante et bienfaisante. Le silence et l'absence de vent font également craindre des orages proches, qui vont apporter à l'homme qui cultive le champ la pluie indispensable.
Le seul détail qui déclenche un peu d'anxiété est l'arbre mort dans le fond du tableau. Peut-être a-t-il été introduit pour améliorer le ton réaliste du tableau et serait le résultat de la peinture sur le motif. À moins que cet arbre mort fasse écho aux expériences récentes de l'auteur qui a perdu en peu de jours, son épouse, son père et ses deux jeunes fils.
Le chemin de campagne à l'avant-plan, envahi par les fleurs et les herbes, se présente comme une invitation à découvrir cet heureux environnement.
Les hirondelles rasent le sol si rapidement qu'il semble que leurs ombres ne les suivent pas.
Nikolaï Nekrassov, qui était très proche de Chichkine, écrit après son retour de l'étranger :

« Du seigle tout autour, comme la steppe est vivante,
Pas de châteaux, pas de mers, pas de montagnes…,
Merci, pays natal,
Pour ton espace médicinal ! »